# Monastyrysche (huyện)
Huyện Monastyrysche (tiếng Ukraina: Монастирищенський район, chuyển tự: Monastyrysches'kyi raion) là một huyện của tỉnh Cherkasy thuộc Ukraina. Huyện Monastyrysche có diện tích 719 km², dân số theo điều tra dân số ngày 5 tháng 12 năm 2001 là 40587 người với mật độ 56 người/km2. Trung tâm huyện nằm ở Monastyrysche.